# Çakırlar, Tufanbeyli
Çakırlar là một xã thuộc huyện Tufanbeyli, tỉnh Adana, Thổ Nhĩ Kỳ.